# María Romero (soprano)
María Romero (n. Ciudad de México; 1903 - f. 1975) fue una soprano mexicana.
Se la considera una de las voces femeninas más prestigiadas de la primera mitad del siglo XX, en la historia de la ópera mexicana.

## Trayectoria profesional
Inició sus estudios de canto con Roberto Marín, continuó con Sofía E. Camacho y Alejandro Cuevas en el Conservatorio Nacional. Debutó en 1915 en el Teatro Arbeu cantando el papel de Mimì en La Bohème. Fue integrante distinguida de la Compañía Impulsora de la Ópera. Trabajó con Georgio Polacco en 1918, quien la elogió y trató inútilmente de llevarla al extranjero, pues se opuso la familia de la cantante. Se consagró cantando La Bohème de Puccini en 1924. En 1929 el empresario Witty la contrató como la figura principal de la Orquesta Típica Torreblanca con la que realizó giras por los Estados Unidos.
Gracias a su timbre brillante y de amplio registro de voz, junto a Flora Islas Chacón se convirtió en una de las voces femeninas más prestigiadas de la primera mitad del siglo XX. Cantó en la inauguración del Teatro del PBA con la OSM bajo la dirección de Carlos Chávez, quien al terminar un concierto en el Teatro Iris en 1932 dijo “Su voz se me antoja sobrehumana; es un instrumento”. Guido Picco la presentó a Mascherini como: “Enzo, aquí tienes la voz de la mujer más semejante a un Stradivarius”. En 1938 cantó La Traviata en Bellas Artes, sin ensayos y sin director de escena; y posteriormente en el Teatro Arbeu La Bohème y Fausto, junto a Carlo Morelli y Armando Tokatian con quienes tuvo temporadas muy exitosas. Este último señaló: “En 15 años que llevo cantando en el Metropolitan de Nueva York, nunca había oído una voz tan igualable”. Cantó hasta 1941 en las temporadas de los teatros Iris, Politeama, Arbeu, Colón, Degollado, Nacional y Bellas Artes.
La voz de María Romero registraba tanto el si bemol grave de Desdémona o Aída, como el mi bemol sobreagudo de La Traviata. Realizó memorables interpretaciones de óperas como Madamme Butterfly, La Traviata, Manon, Fausto, Cavalleria rusticana, La Bohème e I pagliacci. Algunos de los papeles con los que destacó fueron: Mimì, Manon, Suzette, Aida, Madamme Butterfly, Neda, Margarita y Santuzza. Su última actuación fue en 1941 en el Teatro del PBA cantando el papel de Mimì en La Bohème, una de sus grandes creaciones.